# Philippe Portier
Pour les articles homonymes, voir Portier (homonymie).
Philippe Portier, né le 25 octobre 1955 à Vannes (Morbihan) est un politologue français. Directeur d'études à l'École pratique des hautes études (EPHE), titulaire de la chaire « Histoire et sociologie des laïcités ». Ancien directeur du laboratoire Groupe Sociétés, Religions, Laïcités (GRSL) du CNRS, il est actuellement vice-président de l'EPHE.

## Biographie
Philippe Portier est professeur de sciences économiques au lycée Ernest-Renan de Saint-Brieuc de 1978 à 1983. Il est nommé assistant titulaire à l'université Rennes-I en 1983. En 1990 il y soutient une thèse d'État intitulée Le discours politique de l’Église catholique (1958-1988), sous la direction de Philippe Braud, et est nommé maître de conférences. Il est agrégé de science politique en 1994, et est professeur de 1995 à 2007. De 2000 à 2007 il est en outre directeur de l'école doctorale « Droit, Science politique, Philosophie » et membre du conseil scientifique de l'université Rennes-1.
Il rejoint en octobre 2007 l'École pratique des hautes études (EPHE), comme directeur d'étude, titulaire de la chaire « Histoire et sociologie des laïcités »,,. Il est également professeur à Sciences Po Paris en « Politique de l’éthique » et « Religion et politique ».
Philippe Portier est codirecteur, avec Alain Dieckhoff, de l'Observatoire international du religieux, un laboratoire de recherche commun au Groupe Sociétés, Religions, Laïcités et au Centre de recherches internationales,. Depuis 2010, il est membre du conseil scientifique de l'EPHE et membre du conseil scientifique de l'Institut d’étude des religions et de la laïcité. Il est membre du comité d’experts auprès de l’Observatoire  de la laïcité depuis 2017 (abrogé en 2021). Il a été membre de la Commission indépendante sur les abus sexuels dans l'Église, chargée d'enquêter sur les abus sexuels commis sur mineurs dans l'Église catholique depuis les années 1950.
En janvier 2021, il est élu co-président de l'association Enquête. La même année, il cofonde La Vigie de la laïcité, association de réflexion sur la laïcité, aux côtés notamment de Jean Baubérot, Jean-Louis Bianco, Nicolas Cadène, Nilüfer Göle et Valentine Zuber.
Ses recherches portent d'abord sur le catholicisme après le concile de Vatican II, puis sur la question de la laïcité, sa genèse, ses exemples dans le monde et ses différents modèles. Il définit la laïcité comme « Tout régime de droit dans lequel la liberté de conscience, déployée en liberté de croire et de ne pas croire, se trouve garantie par un État neutre à l’égard de toute conception du bien. ». Il s'intéresse en outre à la théorie du politique, et notamment à la question du religieux dans la pensée politique contemporaine,,.

## Publications
- Église et politique en France au XXe siècle, Paris, Montchrestien, coll. « Clefs. Politique », 1993, 160 p. (ISBN 2-7076-0564-6, présentation en ligne).
- Laïcité, laïcités, Reconfigurations et nouveaux défis, Paris, Éditions de la MSH, 2015 (dir. avec Jean Baubérot et Micheline Milot)
- Métamorphoses catholiques. Acteurs, enjeux et mobilisations depuis le mariage pour tous, Paris, Editions de la MSH, 2015 (avec Céline Béraud)
- L’État et les religions en France. Une sociologie historique de la laïcité, Rennes, Presses Universitaires de Rennes, 2016
- L’aventure démocratique, Cheminements en compagnie de Jean Baudouin, Rennes : PUR, 2017 (dir. avec Bernard Bruneteau et Gwendal Chaton).
- Politique et religion, L’enjeu mondial, Paris, Presses de Sciences Po, 2017 (dir. avec Alain Dieckhoff)
- Un siècle de construction sociale. Une histoire de la CFTC, Flammarion, 2019.
- avec Jean-Paul Willaime, La Religion dans la France contemporaine, Armand Colin, 2021.